# Gerben Budding
Gerben Budding (Rhenen, 25 september 1987) is een Nederlandse organist en dirigent.

## Opleiding
Budding studeerde aan het Utrechts Conservatorium, en behaalde daar een Bachelor- en Mastergraad Orgel (summa cum laude) met hoofdvak Improvisatie en een eerstegraads bevoegdheid als kerkmusicus. Tevens behaalde hij een Bachelor- en Mastergraad Koordirectie (met onderscheiding). Zijn docenten waren Reitze Smits voor Orgel en Improvisatie, Rob Vermeulen voor Koordirectie en Mark Lippe en Arnoud Heerings voor kerkmuziek. Verder volgde hij masterclasses en privé-lessen bij onder andere Louis Robilliard, Martin Haselböck, Thierry Escaich en volgde hij de Kurt Thomascursus voor orkestdirectie.  

## Onderscheidingen
Budding ontving de volgende onderscheidingen:
- 2013: Eerste prijs op het internationale orgelconcours 'Agati-Tronci' in Pistoia (Italië).[1]

- 2013: Tweede prijs op het Internationaal Schnitgerconcours in Alkmaar.[2]

- 2013: Litaize-prijs op het Internationaal César Franck Concours in Haarlem.[3]

- 2013: Publieksprijs op het improvisatieconcours in Dudelange (Luxemburg).

## Loopbaan
Op tienjarige leeftijd begon hij in de lente van 1998 als organist in de Hervormde Efrathakerk te Overberg (Utrechtse Heuvelrug), waar hij met drie andere organisten twintig jaar lang de gemeentezang begeleidde. Hij speelde ook een grote rol bij de komst van het Verschueren-orgel in 2012 aldaar. Op 7 juli 2018 nam hij afscheid in Overberg.
In 2009 werd Budding benoemd als organist van de Grote Kerk te Gorinchem, als opvolger van Jan Bonefaas. In 2016 werd hij aldaar ook stadsorganist. Sinds 2018 is Budding hoofdorganist van de Goudse Sint-Janskerk en stadsorganist van de gemeente Gouda.

## Repertoire
Budding heeft een breed repertoire, maar geeft bijzondere aandacht aan het werk van Nederlandse componisten. In dat kader verschenen er cd-opnamen met werk van Samuel de Lange jr., Johannes Gijsbertus Bastiaans en Daan Manneke.

## Discografie
Budding verleende zijn medewerking aan de volgende cd-opnamen:
- 2020: Decemberster
- 2020: Vijf eeuwen Nederlandse orgelmuziek (6-cdbox)
- 2019: O nostre Dieu et Seigneur aimable. Hommage à Sweelinck
- 2019: Toets en Klepel
- 2015: Het Geneefse Psalter gespeeld en gezongen
- 2015: Ensemble Rood Hout. Kabinetorgel Bennekom
- 2015: Complete orgelwerken Samuel de Lange jr. (9-cdbox)
- 2014: Litaize & Langlais. Arches – Œuvres Choisies pour Orgue
- 2014: Bastiaans (1812-1875). Bätz-Witte orgel Gorinchem
- 2013: 250 jaar Onderhorst kabinetorgel Oude Kerk Bennekom
- 2012: Bätz-Witte Anno 2012. Grote Kerk Gorinchem
- 2012: Gerben Budding bespeelt het Hardorff-orgel van de Nederlands Hervormde Kerk te Achterberg

## Composities
Van Budding verschenen enkele composities:
- 2019: Psalmbewerkingen deel 1
- 2018: Partita over Psalm 77